# Wolfgang Schiering
Wolfgang Schiering (* 2. Oktober 1926 in Würzburg; † 30. Dezember 2005 in Heidelberg) war ein deutscher Klassischer Archäologe.

## Leben
Wolfgang Schiering studierte an der Universität Würzburg, der Universität Freiburg im Breisgau, der Universität München und der Universität Tübingen. In Tübingen wurde er 1952 bei Bernhard Schweitzer mit der Arbeit Werkstätten orientalisierender Keramik auf Rhodos promoviert.
Schiering nahm an Ausgrabungen in Olympia, Athen (Kerameikos) und Milet teil. Zunächst war er bei den Staatlichen Antikensammlungen in München tätig. 1962 habilitierte sich Schiering an der Universität Würzburg und wurde dort zum Privatdozent ernannt, bis er 1964 an die Universität Göttingen ging, zunächst weiter als Privatdozent bzw. Universitätsdozent, ab 1968 als außerplanmäßiger Professor. 1972 wechselte Schiering als Wissenschaftlicher Rat an die Universität Mannheim, wo er von 1981 bis zu seiner Emeritierung ordentlicher Professor für Klassische Archäologie war. Dort setzte er sich für die Wiederbelebung des Antikensaales in Form der Antikensaal-Galerie im Schloss ein. 

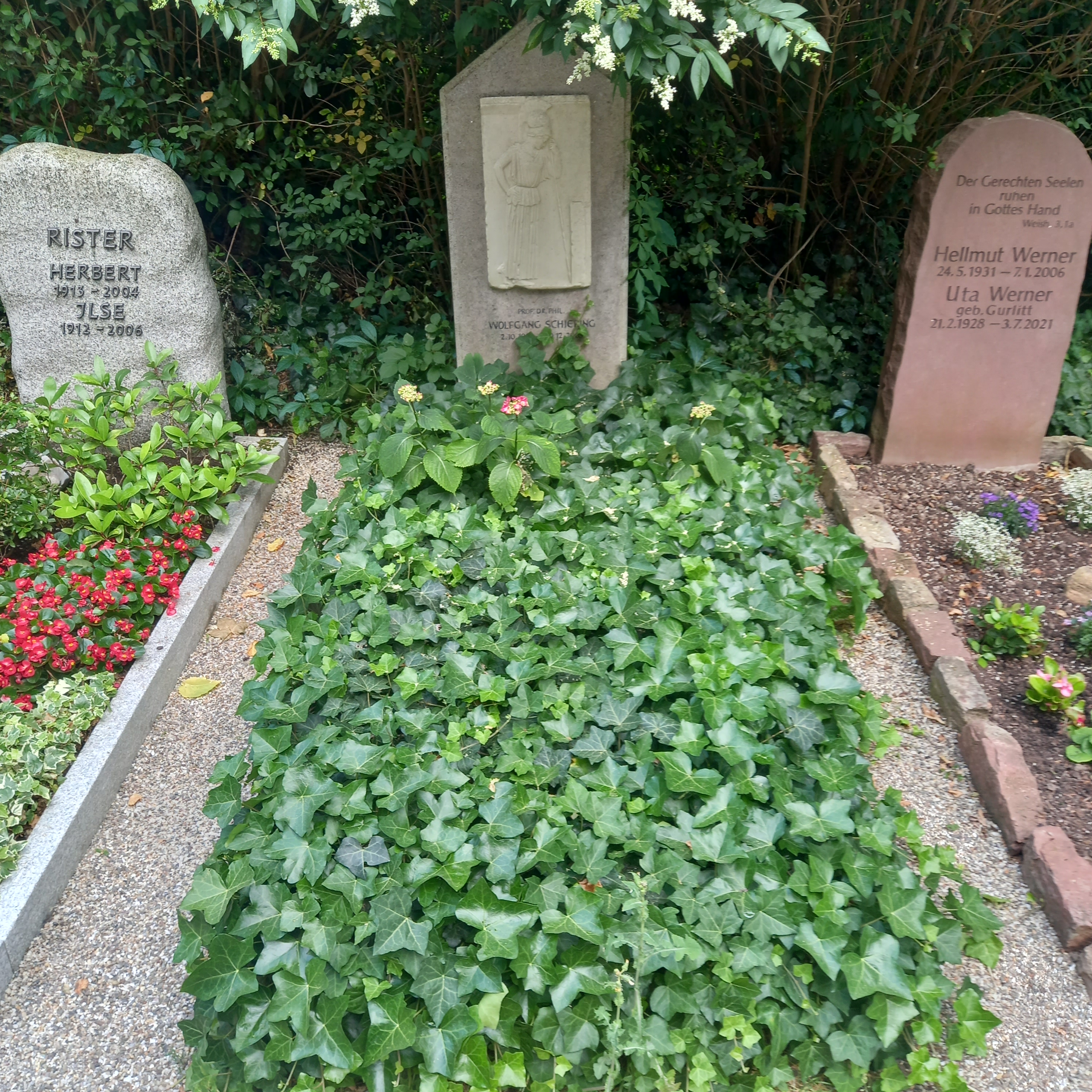
Das Grab von Wolfgang Schiering auf dem Neuenheimer Friedhof in Heidelberg (Foto: 2023)

Ein Schwerpunkt in Schierings Arbeit war die Beschäftigung mit der minoischen Keramik. Hierzu verfasste er nicht nur eigene Arbeiten, sondern betreute auch zwei Dissertationen (unter anderem die von Wolf-Dietrich Niemeier). Weitere Forschungsschwerpunkte waren die griechische Keramik und die Ausgrabungen in Olympia, besonders die Funde aus der Phidiaswerkstatt. Auch die Wissenschaftsgeschichte der Archäologie lag Schiering am Herzen, so verfasste er hierzu einen Beitrag im Handbuch der Archäologie und gab mit Reinhard Lullies den Band Archäologenbildnisse heraus.
Schiering war ordentliches Mitglied des Deutschen Archäologischen Instituts und korrespondierendes Mitglied des Österreichischen Archäologischen Instituts.

## Schriften (Auswahl)
- Werkstätten orientalisierender Keramik auf Rhodos. Gebr. Mann, Berlin 1957.
- Der Kalbträger (= Opus Nobile Heft 11). Dorn, Bremen 1958.
- mit Alfred Mallwitz: Die Werkstatt des Pheidias in Olympia. Teil 1 (= Olympische Forschungen Band 5). de Gruyter, Berlin 1964.
- Griechische Tongefässe. Gestalt, Bestimmung und Formenwandel. Gebr. Mann, Berlin 1967.
- Zur Geschichte der Archäologie. In: Allgemeine Grundlagen der Archäologie (= Handbuch der Archäologie). C. H. Beck, München 1969, S. 11–161.
- Funde auf Kreta. Musterschmidt, Göttingen 1976, ISBN 3-7881-1509-2.
- mit Reinhard Lullies (Hrsg.): Archäologenbildnisse. Porträts und Kurzbiographien von Klassischen Archäologen deutscher Sprache. Zabern, Mainz 1988; 2. Auflage 1991, ISBN 3-8053-0971-6.
- Die Werkstatt des Pheidias in Olympia. Teil 2: Werkstattfunde (= Olympische Forschungen Band 18). de Gruyter, Berlin 1991, ISBN 3-11-012468-8.
- Minoische Töpferkunst. Die bemalten Tongefäße der Insel des Minos. Zabern, Mainz 1998, ISBN 3-8053-2334-4.